# ФК «Рома» в сезоні 1927—1928
ФК «Рома» в сезоні 1927—1928 — перший сезон італійського футбольного клубу «Рома».

## Історія заснування клубу

Структура створення «Роми».

Спортивна асоціація «Рома» була утворена 7 червня 1927 року (22 липня 1927 року — дата першої офіційної згадки, або день «першого наказу») в результаті об'єднання трьох римських команд: ФК «Роман», «Альба-Аудаче» і «Фортітудо-Про Рома» (спочатку команд було п'ять — «Роман», «Альба», «Аудаче», «Фортітудо» та «Про Рома»). Подібні злиття і перейменування відбувалися по всій Італії під час фашистського режиму з метою спростити географію футболу у великих містах, а також підвищити серед народу популярність і важливість місцевих команд. Ініціатором появи «Роми» і першим її президентом був секретар римської федерації фашистської партії Італо Фоскі, який бажав створити у Вічному місті клуб, здатний боротися з гегемонією північноіталійських команд — «Дженоа», «Торіно», «Ювентусом», «Інтернаціонале» та «Болоньєю». Уникнути злиття вдалося кільком столичним клубам, найбільш відомим з яких є «Лаціо», завдяки зусиллям її віце-президента генерала міліції Джорджіо Ваккаро. Емблемою новоствореної команди стала Капітолійська вовчиця — символ Риму, а кольорами — червоно-жовті кольори клубу «Роман».
Перший матч «Рома» зіграла на «Мотовелодромо Аппіо» 17 липня 1927 року проти віце-чемпіона Угорщини «Уйпешта» і виграла з рахунком 2:1. «Рома» дебютувала у чемпіонаті Італії в сезоні 1927/28. Свій перший офіційний матч «джалороссі» провели 25 вересня 1927 року, суперником був «Ліворно», римляни здобули перемогу з рахунком 2:0. Зайнявши у своїй підгрупі B 8-е місце з 11-ти команд і не пробившись у фінальний турнір, римська команда стала учасником втішного турніру — кубка КОНІ, де спочатку виграла свою підгрупу, а потім у фіналі в переграванні на нейтральному полі у Флоренції в додатковий час здолала «Модену» — 2:1.

## Склад
| № | Поз. | Нац.   | Гравець           |
| - | ---- | ------ | ----------------- |
|   | ВР   | Італія | Бруно Балланті    |
|   | ВР   | Італія | Джузеппе Рапетті  |
|   | ЗХ   | Італія | Анджело Б'янкі    |
|   | ЗХ   | Італія | Джорджо Карпі     |
|   | ЗХ   | Італія | Джованні Корбйонс |
|   | ЗХ   | Італія | Маріо Де Мікелі   |
|   | ЗХ   | Італія | Аттіліо Маттеї    |
|   | ПЗ   | Італія | Джованні Деньї    |
|   | ПЗ   | Італія | Маріо Боссі       |
|   | ПЗ   | Італія | П'єріно Ровіда    |
|   | ПЗ   | Італія | Аттіліо Ферраріс  |
|   | НП   | Італія | Енріко Каппа      |

| № | Поз. | Нац.      | Гравець                  |
| - | ---- | --------- | ------------------------ |
|   | ПЗ   | Італія    | Джуліо Скардола          |
|   | ПЗ   | Італія    | Коррадо Скокко           |
|   | НП   | Італія    | Джакомо Наріццано        |
|   | НП   | Італія    | Бруно Ріккі              |
|   | НП   | Італія    | Чезаре Августо Фазанеллі |
|   | НП   | Італія    | Карло Дзампорліні        |
|   | НП   | Італія    | Луїджі Дзіролі           |
|   | НП   | Італія    | Антоніо Б'янкі           |
|   | НП   | Італія    | Маріо Буссич             |
|   | НП   | Італія    | Фернандо Чанестреллі     |
|   | НП   | Аргентина | Артуро Кіні Лудуенья     |
|   | НП   | Італія    | Антоніо Маддалуно        |

## Формування складу

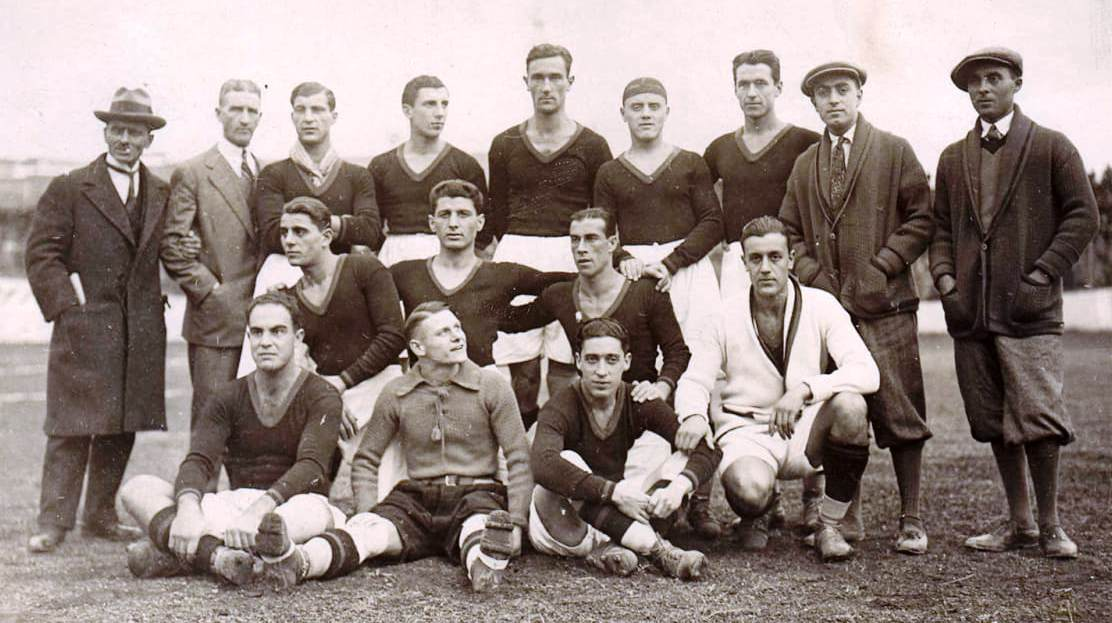
13 листопада 1927 року матч проти «Ювентуса» (0:0)
Стоять (зліва направо): Фоскі (президент), Гарбатт (тренер), Дзіролі, Фазанеллі, Буссич, Каппа, Кіні Лудуенья, Черретті (масажист), Моджиані (масажист): середній ряд: Ферраріс, Деньї, Ровіда, (?); нижній ряд: Маттеї, Рапетті, Корбйонс.

Склад формувався з кращих гравців тих клубів, з яких утворилась команда — «Романа», «Фортітудо» і «Альба Рома». Винятком стали два футболісти, що прийшли з інших команд.
| Формування складу    | Формування складу | Формування складу   |
| Ім'я                 | З якого клубу     | Режим переходу      |
| -------------------- | ----------------- | ------------------- |
| Бруно Балланті       | «Роман»           | в результаті злиття |
| Джузеппе Рапетті     | «Фортітудо»       | в результаті злиття |
| Анджело Б'янкі       | «Роман»           | в результаті злиття |
| Джорджо Карпі        | «Роман»           | в результаті злиття |
| Джованні Корбйонс    | «Фортітудо»       | в результаті злиття |
| Джованні Деньї       | «Альба Рома»      | в результаті злиття |
| Маріо Де Мікелі      | «Фортітудо»       | в результаті злиття |
| Аттіліо Маттеї       | «Альба Рома»      | в результаті злиття |
| Маріо Боссі          | «Роман»           | в результаті злиття |
| Енріко Каппа         | «Фортітудо»       | в результаті злиття |
| Джакомо Наріццано    | «Дженоа»          | перехід             |
| Бруно Ріккі          | «Роман»           | в результаті злиття |
| П'єріно Ровіда       | «Альба Рома»      | в результаті злиття |
| Джуліо Скардола      | «Альба Рома»      | в результаті злиття |
| Коррадо Скокко       | «Фортітудо»       | в результаті злиття |
| Луїджі Дзіролі       | «Альба Рома»      | в результаті злиття |
| Антоніо Б'янкі       | «Фортітудо»       | в результаті злиття |
| Карло Дзампорліні    | «Фортітудо»       | в результаті злиття |
| Маріо Буссич         | «Трієстіна»       | перехід             |
| Фернандо Чанестреллі | «Фортітудо»       | в результаті злиття |
| Артуро Кіні Лудуенья | «Альба Рома»      | в результаті злиття |
| Антоніо Маддалуно    | «Роман»           | в результаті злиття |

## Національний дивізіон

### Матчі
| 25 вересня 1927 1 тур |

| «Рома»                    | 2:0      | «Ліворно» |
| ------------------------- | -------- | --------- |
| Дзіролі 58' Фазанеллі 78' | Протокол |           |

| Мотовелодром Аппіо, Рим Арбітр: У.Гама |

| 2 жовтня 1927 15:00 CEST 2 тур |

| «Домінанте» | 0:0      | «Рома» |
| ----------- | -------- | ------ |
|             | Протокол |        |

| Літторіо Арбітр: Сгандзетта |

| 9 жовтня 1927 3 тур |

| «Рома»                            | 3:1      | «Хеллас Верона»  |
| --------------------------------- | -------- | ---------------- |
| Каппа 7' Буссич 20' Фазанеллі 27' | Протокол | 89' (пен.) Порта |

| Мотовелодром Аппіо, Рим Арбітр: Ровіда |

| 16 жовтня 1927 4 тур |

| «Новара»                        | 2:1      | «Рома»     |
| ------------------------------- | -------- | ---------- |
| Кротті 26' Менегетті 73' (пен.) | Протокол | 51' Буссич |

| Ді віа Ломброзо, Новара Арбітр: Гарб’єрі |

| 30 жовтня 1927 5 тур |

| «Болонья»                   | 3:0      | «Рома» |
| --------------------------- | -------- | ------ |
| Ск'явіо 31' Бузіні 61', 81' | Протокол |        |

| Стадіо Літторале Арбітр: Казетта |

| 13 листопада 1927 14:30 CET 6 тур |

| «Рома» | 0:0      | «Ювентус» |
| ------ | -------- | --------- |
|        | Протокол |           |

| Мотовелодром Аппіо, Рим Арбітр: Ленті |

| 20 листопада 1927 7 тур |

| «Модена»                | 2:0      | «Рома» |
| ----------------------- | -------- | ------ |
| Дзаназі 60' Маццоні 72' | Протокол |        |

| Велодромо Арбітр: Монтессоро |

| 27 листопада 1927 14:30 CET 8 тур |

| «Рома»          | 1:1      | «Казале»   |
| --------------- | -------- | ---------- |
| Чанестреллі 36' | Протокол | 23' Маттеа |

| Мотовелодром Аппіо, Рим Арбітр: Турбіані |

| 4 грудень 1927 9 тур |

| «Про Патрія» | 0:3      | «Рома»                       |
| ------------ | -------- | ---------------------------- |
|              | Протокол | 8', 81' Буссич 41' Фазанеллі |

| Стадіо ді Корсо 20 вересня Арбітр: Беретта |

| 8 грудень 1927 10 тур |

|  | — |  |
|  | - |  |
|  |   |  |

|  |

| 11 грудень 1927 11 тур |

| «Інтер»                                 | 3:3      | «Рома»                   |
| --------------------------------------- | -------- | ------------------------ |
| Дзанотто 16' Савеллі 82' П'єтробоні 85' | Протокол | 38', 50' Буссич 76' Кіні |

| Вірджиліо Фоссаті, Мілан Арбітр: Монтессоро |

| 18 грудень 1927 12 тур |

| «Ліворно»                 | 2:1      | «Рома»  |
| ------------------------- | -------- | ------- |
| Маньйоцці 68' Паоліні 70' | Протокол | 6' Кіні |

| Вілья Чаєс Арбітр: Карраро |

| 26 грудень 1927 14:30 CET 13 тур |

| «Рома»                           | 4:2      | «Домінанте»         |
| -------------------------------- | -------- | ------------------- |
| Дзіролі 25', 90' Буссич 73', 88' | Протокол | 60' Дерчі 63' Раджо |

| Мотовелодром Аппіо, Рим Арбітр: Скарпі |

| 8 січня 1928 14 тур |

| «Хеллас Верона»        | 2:0      | «Рома» |
| ---------------------- | -------- | ------ |
| Порта 9' Фронцілло 87' | Протокол |        |

| Плацца Сіттаделла Арбітр: Медіка |

| 15 січня 1928 14:30 CET 15 тур |

| «Рома»                                | 4:1      | «Новара»  |
| ------------------------------------- | -------- | --------- |
| Наріццано 5' Кіні 53', 56' Буссич 76' | Протокол | 67' Теста |

| Мотовелодром Аппіо, Рим Арбітр: Карраро |

| 22 січня 1928 14:30 CET 16 тур |

| «Рома»   | 1:1      | «Болонья» |
| -------- | -------- | --------- |
| Кіні 84' | Протокол | 5' Перін  |

| Мотовелодром Аппіо, Рим Арбітр: Ленті |

| 29 січня 1928 17 тур |

| «Ювентус»                     | 3:0      | «Рома» |
| ----------------------------- | -------- | ------ |
| Галлуцці 8', 31' Мунераті 75' | Протокол |        |

| Корсо Марсілья, Турин Арбітр: Джорджі |

| 5 лютого 1928 14:30 CET 18 тур |

| «Рома»                                      | 3:3      | «Модена»                 |
| ------------------------------------------- | -------- | ------------------------ |
| Аїмі 48' (аг.) Кіні 54' Корбйонс 90' (пен.) | Протокол | 14', 22' Рієр 69' Беллеї |

| Мотовелодром Аппіо, Рим Арбітр: Карраро |

| 12 лютого 1928 19 тур |

| «Казале»                               | 3:2      | «Рома»             |
| -------------------------------------- | -------- | ------------------ |
| Бускалья 28' Мільявакка 30' Дзанні 38' | Протокол | 54' Каппа 71' Кіні |

| Натале Паллі Арбітр: Ленті |

| 19 лютого 1928 14:30 CET 20 тур |

| «Рома» | 0:1      | «Про Патрія»  |
| ------ | -------- | ------------- |
|        | Протокол | 52' Регуццоні |

| Мотовелодром Аппіо, Рим Арбітр: Ості |

| 26 лютого 1928 21 тур |

|  | — |  |
|  | - |  |
|  |   |  |

|  |

| 4 березня 1928 22 тур |

| «Рома»                   | 3:0      | «Інтер» |
| ------------------------ | -------- | ------- |
| Каппа 9', 49' Буссич 83' | Протокол |         |

| Мотовелодром Аппіо, Рим Арбітр: Карраро |

### Група В
|  |     | Турнірна таблиця Групи B | О  | І  | В  | Н | П  | М+ | М- |
|  | --- | ------------------------ | -- | -- | -- | - | -- | -- | -- |
|  | 1.  | «Болонья»                | 27 | 20 | 10 | 7 | 3  | 44 | 16 |
|  | 2.  | «Ювентус»                | 24 | 20 | 9  | 6 | 5  | 37 | 24 |
|  | 3.  | «Казале»                 | 24 | 20 | 8  | 8 | 4  | 35 | 27 |
|  | 4.  | «Інтернаціонале»         | 24 | 20 | 9  | 6 | 5  | 40 | 32 |
|  | 5.  | «Модена»                 | 22 | 20 | 7  | 8 | 5  | 39 | 28 |
|  | 6.  | «Новара»                 | 21 | 20 | 8  | 5 | 7  | 28 | 29 |
|  | 7.  | «Про Патрія»             | 20 | 20 | 8  | 4 | 8  | 30 | 34 |
|  | 8.  | «Рома»                   | 18 | 20 | 6  | 6 | 8  | 31 | 30 |
|  | 9.  | «Ліворно»                | 17 | 20 | 7  | 3 | 10 | 32 | 37 |
|  | 10. | «Ла Домінанте»           | 14 | 20 | 4  | 6 | 10 | 26 | 40 |
|  | 11. | «Верона»                 | 9  | 20 | 2  | 5 | 13 | 21 | 66 |

## Кубок КОНІ
До фінального турніру Чемпіонату Італії 1927—1928 кваліфікувалось 8 учасників. Решта 14 учасників отримали можливість зіграти в Кубку КОНІ, щоправда, команда «Хеллас Верона» відмовилась від участі. «Рома» ввійшла «А» і зайняла у ній перше місце. Переможцем групи «В» став клуб «Модена». У фіналі суперники двічі зіграли внічию (0:0, 2:2), тому був проведений додатковий матч у Флоренції, що приніс перемогу римському клубові з рахунком 2:1.
| 1 квітня 1928 1 тур |

|  | — |  |
|  | - |  |
|  |   |  |

|  |

| 8 квітня 1928 15:00 CEST 2 тур - Група А |

| «Рома»                            | 4:1      | «Наполі»     |
| --------------------------------- | -------- | ------------ |
| Фазанеллі 34', 69', 74' Каппа 42' | Протокол | 8' Інноченті |

| Мотовелодром Аппіо, Рим Арбітр: Ості |

| 15 квітня 1928 3 тур - Група А |

| «Домінанте» | 1:0      | «Рома» |
| ----------- | -------- | ------ |
| Фонтана 34' | Протокол |        |

| Літторіо Арбітр: Ф.Маттеа |

| 22 квітня 1928 15:00 CEST 4 тур - Група А |

| «Рома»               | 2:0      | «Кремонезе» |
| -------------------- | -------- | ----------- |
| Каппа 17' Маттеї 89' | Протокол |             |

| Мотовелодром Аппіо, Рим Арбітр: Бруна |

| 17 травня 1928 5 тур - Група А |

| «Брешія»           | 1:2      | «Рома»                  |
| ------------------ | -------- | ----------------------- |
| Фрізоні 74' (пен.) | Протокол | 4' Ферраріс IV 85' Кіні |

| Віале Венеція Арбітр: Джорджі |

| 6 травня 1928 6 тур - Група А |

| «Про Патрія» | 1:2      | «Рома»             |
| ------------ | -------- | ------------------ |
| Кроста 88'   | Протокол | 46' Каппа 63' Кіні |

| Стадіо ді Корсо 20 вересня Арбітр: У.Гама |

| 13 травня 1928 15:00 CEST 7 тур - Група А |

| «Рома»   | 1:0      | «Новара» |
| -------- | -------- | -------- |
| Кіні 63' | Протокол |          |

| Мотовелодром Аппіо, Рим Арбітр: Ленті |

| 20 травня 1928 8 тур - Група А |

|  | — |  |
|  | - |  |
|  |   |  |

|  |

| 24 червня 1928 9 тур - Група А |

| «Наполі»              | 2:0      | «Рома» |
| --------------------- | -------- | ------ |
| Гізі 10' Дзоккола 53' | Протокол |        |

| Стадіо Міллтаре Дель Аренаккія Арбітр: У.Гама |

| 28 червня 1928 18:00 CEST 10 тур - Група А |

| «Рома»                                           | 6:0      | «Домінанте» |
| ------------------------------------------------ | -------- | ----------- |
| Кіні 47' Фазанеллі 66', 78', 79', 89' Буссич 77' | Протокол |             |

| Мотовелодром Аппіо, Рим Арбітр: Барлассіна |

| 1 липня 1928 17:00 CEST 11 тур - Група А |

| «Рома»             | 2:2      | «Брешія»                  |
| ------------------ | -------- | ------------------------- |
| Кіні 12' Деньї 68' | Протокол | 64' Джуліані 78' Б.Б'янкі |

| Мотовелодром Аппіо, Рим Арбітр: Бонелло |

| 5 липня 1928 18:00 CEST 12 тур - Група А |

| «Кремонезе»             | 2:3      | «Рома»                   |
| ----------------------- | -------- | ------------------------ |
| Бодіні 17' Гванціні 38' | Протокол | 16', 40' Кіні 77' Буссич |

| Джованні Зіні, Кремона Арбітр: Кайроні |

| 8 липня 1928 13 тур - Група А |

| «Новара»             | 2:2      | «Рома»                     |
| -------------------- | -------- | -------------------------- |
| Кротті 8' Граббі 57' | Протокол | 20' А.Маттеї 76' Фазанеллі |

| Ді віа Ломброзо, Новара Арбітр: Карраро |

| 15 липня 1928 17:00 CEST 14 тур - Група А |

| «Рома»                                                   | 5:1      | «Про Патрія» |
| -------------------------------------------------------- | -------- | ------------ |
| Боссі 5' Маддалуно 18', 44' Антоніо Б'янкі 34' Ріккі 57' | Протокол | 66' Мазера   |

| Мотовелодром Аппіо, Рим Арбітр: Енрієтті |

#### Фінал

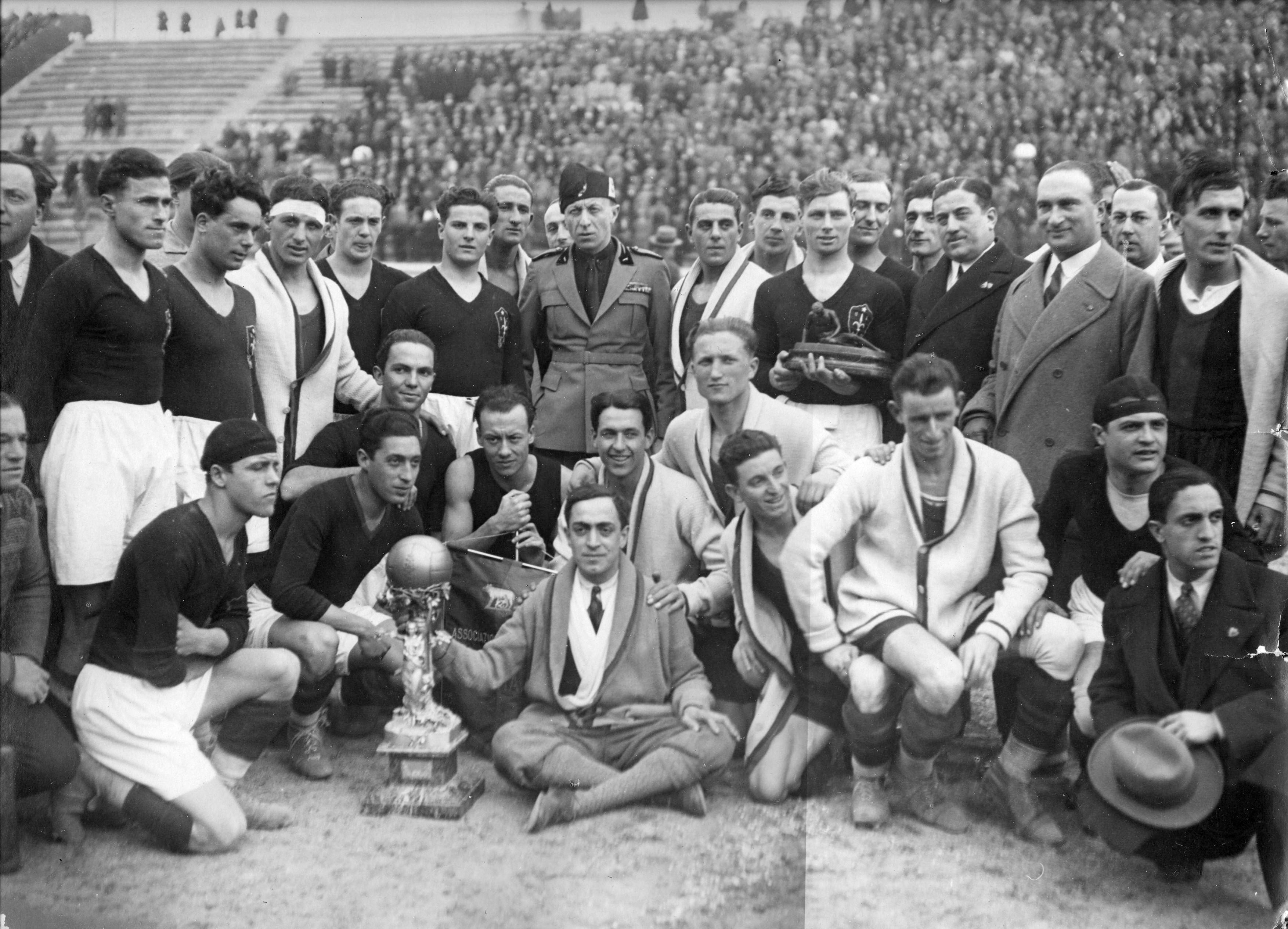
«Рома» - переможець Кубка КОНІ 1928

| 22.07.1928 |

| «Рома» | 0:0        | «Модена» |
| ------ | ---------- | -------- |
|        | (протокол) |          |

| Рим Арбітр: Ленті |

| 26.07.1928 |

| «Модена»                  | 2:2        | «Рома»                       |
| ------------------------- | ---------- | ---------------------------- |
| Піккалуга 15' Маццоні 57' | (протокол) | 25' Фазанеллі 86' А.Ферраріс |

| Модена Арбітр: Акілле Гама |

| 29.07.1928 |

| «Рома»                          | 2:1        | «Модена»    |
| ------------------------------- | ---------- | ----------- |
| Корбйонс 22' (пен.) Буссич 110' | (протокол) | 57' Маццоні |

| Флоренція Арбітр: Маттеа |

## Статистика гравців
| №. | Поз. | Нац.      | Гравець                  | Всього | Всього | Національний дивізіон | Національний дивізіон | Кубок КОНІ | Кубок КОНІ |
| №. | Поз. | Нац.      | Гравець                  | Ігор   | Голів  | Ігор                  | Голів                 | Ігор       | Голів      |
| -- | ---- | --------- | ------------------------ | ------ | ------ | --------------------- | --------------------- | ---------- | ---------- |
|    |      | Італія    | Бруно Балланті           | 19     | -23    | 5                     | -8                    | 14         | -15        |
|    |      | Італія    | Джузеппе Рапетті         | 16     | -23    | 15                    | -22                   | 1          | -1         |
|    |      | Італія    | Анджело Б'янкі           | 2      | 0      | 1                     | 0                     | 1          | 0          |
|    |      | Італія    | Джорджо Карпі            | 5      | 0      | 5                     | 0                     | 0          | 0          |
|    |      | Італія    | Джованні Корбйонс        | 33     | 2      | 20                    | 1                     | 13         | 1          |
|    |      | Італія    | Джованні Деньї           | 31     | 1      | 16                    | 0                     | 15         | 1          |
|    |      | Італія    | Маріо Де Мікелі          | 1      | 0      | 0                     | 0                     | 1          | 0          |
|    |      | Італія    | Аттіліо Маттеї           | 34     | 2      | 19                    | 0                     | 15         | 2          |
|    |      | Італія    | Маріо Боссі              | 1      | 1      | 0                     | 0                     | 1          | 1          |
|    |      | Італія    | Енріко Каппа             | 25     | 7      | 15                    | 4                     | 10         | 3          |
|    |      | Італія    | Чезаре Августо Фазанеллі | 32     | 12     | 18                    | 3                     | 14         | 9          |
|    |      | Італія    | Аттіліо Ферраріс         | 35     | 2      | 20                    | 0                     | 15         | 2          |
|    |      | Італія    | Джакомо Наріццано        | 4      | 1      | 4                     | 1                     | 0          | 0          |
|    |      | Італія    | Бруно Ріккі              | 1      | 1      | 0                     | 0                     | 1          | 1          |
|    |      | Італія    | П'єріно Ровіда           | 28     | 0      | 15                    | 0                     | 13         | 0          |
|    |      | Італія    | Джуліо Скардола          | 3      | 0      | 3                     | 0                     | 0          | 0          |
|    |      | Італія    | Коррадо Скокко           | 1      | 0      | 1                     | 0                     | 0          | 0          |
|    |      | Італія    | Карло Дзампорліні        | 6      | 0      | 4                     | 0                     | 2          | 0          |
|    |      | Італія    | Луїджі Дзіролі           | 26     | 3      | 19                    | 3                     | 7          | 0          |
|    |      | Італія    | Антоніо Б'янкі           | 4      | 1      | 0                     | 0                     | 4          | 1          |
|    |      | Італія    | Маріо Буссич             | 34     | 13     | 19                    | 10                    | 15         | 3          |
|    |      | Італія    | Фернандо Чанестреллі     | 1      | 1      | 1                     | 1                     | 0          | 0          |
|    |      | Аргентина | Артуро Кіні Лудуенья     | 35     | 14     | 20                    | 7                     | 15         | 7          |
|    |      | Італія    | Антоніо Маддалуно        | 8      | 2      | 0                     | 0                     | 8          | 2          |